# Vista Hermosa, Colombia
Vista Hermosa är en ort i Colombia.   Den ligger i departementet Meta, i den centrala delen av landet, 170 km söder om huvudstaden Bogotá. Vista Hermosa ligger 297 meter över havet och antalet invånare är 4 282.
Terrängen runt Vista Hermosa är huvudsakligen platt. Vista Hermosa ligger uppe på en höjd. Runt Vista Hermosa är det mycket glesbefolkat, med 5 invånare per kvadratkilometer. Det finns inga andra samhällen i närheten. Omgivningarna runt Vista Hermosa är huvudsakligen savann.